# Bilal ibn Jarir al-Muhammadí
Abu-n-Nadà Bilal ibn Jarir al-Muhammadí o, senzillament, Bilal ibn Jarir al-Muhammadí fou governador zuràyida d'Aden i visir de Taizz.
El príncep zuràyida Saba ibn Abi l-Suud el va nomenar governador d'Aden quan va esclatar la guerra contra el seu cosí i cosobirà, el masúdida Ali ibn Abi l-Gharat, que governava Aden (1136-1138). A la mort de Saba (1139) el va succeir el seu fill al-Aazz ibn Saba que estava gelós de Bilal i va intentar fer-lo matar, però va morir abans d'aconseguir-ho (1140). Mentre Bilal havia fugit a Taizz fugint d'un germà, i llavors va proclamar allí sobirà a un fill de Saba, Muhammad ibn Saba al-Muazzam, per damunt dels fills d'al-Aazz; el nou sobirà es va casar amb la filla de Bilal. En recompensa va rebre el títol de visir de Taizz, càrrec que va ocupar fins a la seva mort entre 1151 i 1153. També va rebre del califa fatimita el làqab honorífic d'al-Shaykh al-said al-muwaffak al-sadid.
Dos dels seus fills el van succeir al càrrec després de la seva mort i fins al 1173 (conquesta aiúbida).